# Temperament
Das Temperament (von lateinisch temperamentum „Mischung“) beschreibt die Art und Weise, wie ein Lebewesen agiert und reagiert, also seinen Verhaltensstil. Dieser ist tief verankert und setzt sich aus emotionalen, motorischen, aufmerksamkeitsbezogenen Reaktionen und der Selbstregulierung zusammen. Der Begriff umschreibt relativ konstante (und daher typische) Merkmale des Verhaltens wie etwa Ausdauer, Reizschwelle, Stimmung und Tempo.
Die traditionellen Einteilungen in Temperamente und deren zugeordnete Verhaltensmuster sind stark abhängig von der Kultur. Am bekanntesten sind die griechische und die chinesische Einteilung der Temperamente.

## Wortherkunft
Etymologisch wurde das Wort (lateinisch temperamentum, von temperare: mäßigen, (richtig) mischen; als Übersetzung von griechisch krasis: Mischung) vom Mittelalter bis ins 16. Jahrhundert vor allem im Sinne von „ausgeglichenes Mischungsverhältnis“ (bonum temperamentum, Eukrasie) in der Medizin verwendet, beschrieb damit das im Konzept der Humoralpathologie begründete „Mischungsverhältnis der Körpersäfte“ Blut (lateinisch sanguis), Gelbe Galle (cholera), Schwarze Galle (melancolia) und Schleim (phlegma) und erhielt im 18. Jahrhundert die heutige Bedeutung.

## Lehre von Antike bis frühe Neuzeit
Lange Zeit unterschied man in Europa vier auf Galenos von Pergamon zurückgehende Typen, die auf der Vier-Elemente-Lehre und der Humoralpathologie beruhen. Die Welt setzte sich demnach aus vier Elementen zusammen, die ihrerseits vier Haupteigenschaften kombinieren: Feuer (warm und trocken), Luft (warm und feucht), Wasser (feucht und kalt) und Erde (kalt und trocken). Auch der Mensch besteht aus diesen Elementen, denen die vier Körpersäfte (humores) entsprechen: gelbe Galle, schwarze Galle, Blut und Schleim. Sind die Säfte harmonisch gemischt, hat der Mensch ein harmonisches Temperament; überwiegt ein Saft alle anderen, hat der Mensch einen ausgeprägten Charakter (Konstitutionstyp) als Phlegmatiker, Sanguiniker, Choleriker oder Melancholiker.

## Moderne Temperamentstheorien
Im 20. Jahrhundert differenzierte die Forschung stärker, konnte sich jedoch auf keine Typologie einigen. In der heutigen empirischen Psychologie werden keine klar abgegrenzten Persönlichkeitstypen mehr verwendet, sondern Persönlichkeitsmerkmale auf einer fortlaufenden Skala gemessen, z. B. Neurotizismus.
In der Persönlichkeitspsychologie des letzten Jahrhunderts wurden verschiedene Temperamentstheorien entwickelt; zu den bekanntesten zählen:
- die Forschungen von Hans Jürgen Eysenck
  - eine Modifikation von Eysencks Modell wurde von Jeffrey Alan Gray vorgenommen
- der Myers-Briggs-Typindikator (MBTI)
- der Keirsey Temperament Sorter, eine Variante des MBTI
- die Temperamentsmerkmale nach Strelau
- die Forschung von Jerome Kagan (Harvard University)

Temperament ist von psychologischer Seite definiert worden als die besonders ausgeprägte Empfänglichkeit eines Menschen für ein bestimmtes Gefühl. Ein Mensch mit schüchternem, zaghaftem Temperament z. B. ist demnach ein Mensch, der mehr als andere dazu neigt, auf bestimmte Impulse (etwa die Begegnung mit fremden Menschen oder neuen Situationen) mit Ängstlichkeit zu reagieren.